# L'Écaille
L'Écaille là một xã ở tỉnh Ardennes, thuộc vùng Grand Est ở phía bắc nước Pháp.